# Eisen(II)-acetat

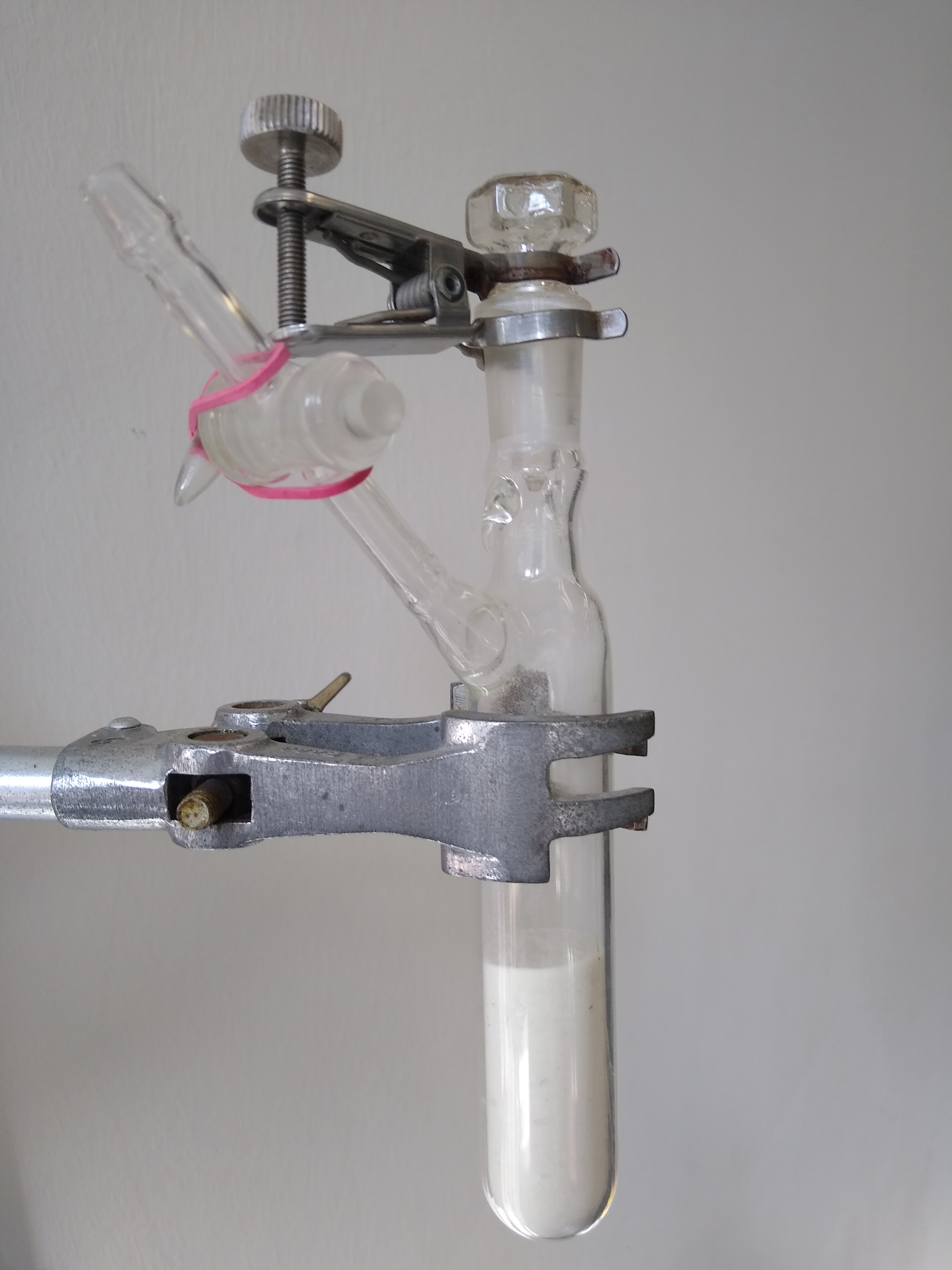
Schlenkrohr mit etwa 5 g Eisen(II)-acetat darin.

Eisen(II)-acetat ist eine chemische Verbindung des Eisens aus der Gruppe der Acetate mit der Konstitutionsformel Fe(CH3COO)2.

## Gewinnung und Darstellung
Eisen(II)-acetat kann durch Reaktion von Eisen mit Essigsäure gewonnen werden.
{\displaystyle \mathrm {Fe+2\ CH_{3}COOH\rightarrow Fe(CH_{3}COO)_{2}+H_{2}\uparrow } }

## Eigenschaften
Eisen(II)-acetat ist ein hellbrauner bis fast weißer, luft- und feuchtigkeitsempfindlicher Feststoff, der löslich in Wasser ist. Sein Tetrahydrat ist löslich in Wasser und Ethanol und besitzt eine grüne bis (durch Oxidation) braune Farbe. Eisen(II)-acetat kristallisiert in der Raumgruppe Pbcn (Raumgruppen-Nr. 60) und als 2D-Koordinationspolymer aus Eisenatomen und Acetatgruppen.

## Verwendung
Eisen(II)-acetat wird als Zusatzstoff in Farben und als Beizmittel verwendet. Es dient auch als Katalysator in der organischen Chemie und als Ausgangsmaterial für andere Eisenverbindungen (z. B. Eisenkomplexe). Das Tetrahydrat wird als Farbstoff für Textilien und Leder, in der Medizin und als Holzschutzmittel eingesetzt.